# Etienne Green
Etienne Green (Colchester, 19 de julio de 2000) es un futbolista inglés, aunque poseedor de la nacionalidad francesa también, que juega de portero en el Burnley F. C. de la Premier League.

## Trayectoria
Etienne Green comenzó su carrera deportiva en el A. S. Saint-Étienne II en 2019.
El 4 de abril de 2021 debutó con el primer equipo del A. S. Saint-Étienne, en un partido de la Ligue 1 ante el Nîmes Olympique, en el que además detuvo un penalti.

## Selección nacional
Green es elegible por Inglaterra y Francia, siendo convocado por primera vez por la sub-21 de Francia para la disputa de la Eurocopa Sub-21 de 2021, en sustitución de Alban Lafont. Sin embargo, no llegó a debutar con la sub-21 francesa, y en agosto de 2021 mostró su deseo de jugar con Inglaterra, algo que consiguió al debutar con la selección sub-21 el 11 de octubre de 2021, en un partido de clasificación para la Eurocopa Sub-21 de 2023 frente a Andorra.

## Clubes
| Club                   | País       | Año       |
| ---------------------- | ---------- | --------- |
| A. S. Saint-Étienne II | Francia    | 2019-2021 |
| A. S. Saint-Étienne    | Francia    | 2021-2024 |
| Burnley F. C.          | Inglaterra | 2024-     |